# Sentebale
Sentebale é uma instituição de caridade e ONG fundada em abril de 2006 pelo Príncipe Harry de Gales e pelo Príncipe Seeiso, irmão do Rei Letsie III. Ela ajuda crianças e jovens vulneráveis em Lesoto, ajuda as vítimas esquecidas da pobreza e de epidemias, particularmente os órfãos que perderam seus pais por causa da SIDA, Cólera, entre outras.

## Contexto do Lesoto
Com uma renda per capita de US$ 520 em 2000, o Lesoto está classificado entre os 49 países menos desenvolvidos. "Segundo o Programa de Desenvolvimento das Nações Unidas está na 91.ª posição na escala do Índice da Pobreza Humana", afirma a Organização Mundial da Saúde. Com uma população de 2,2 milhões e 320.000 da sua estimada em adultos que vivem com o HIV, o Lesoto está enfrentando uma calamidade nacional.

## Incitação
A declaração dos Príncipes Harry e Seeiso: "Sentebale significa "não me esqueça". Escolhemos o nome como um memorial para o trabalho de caridade das nossas próprias mães, bem como um lembrete para que todos nós não esqueçamos o Lesoto ou seus filhos"
Sentebale é uma ONG de caridade registada no Reino Unido, e com o seu executivo-chefe no Reino Unido, mas que realiza seu trabalho caritativo no Lesoto. A caridade é um dos beneficiários das receitas provenientes do Concerto para Lady Diana no Reino Unido, realizado no dia 1 de Julho de 2007, organizado pelos Príncipes Henry e seu irmão Príncipe William para comemorar a vida de sua mãe e comemorar suas conquistas cerca de um mês antes do que teria sido o seu 46º aniversário. O concerto de Londres apresentou um vasto leque de cantores que a Princesa Diana gostava - tais como Rod Stewart, Elton John e Duran Duran. O concerto foi televisionado em 140 países.

## Projetos
Sentebale está apoiando uma série de projetos, que incluem:
- O Lesotho Child Counselling Unit, uma casa segura onde crianças maltratadas podem ficar enquanto os tribunais decidem sobre os seus casos.
- O Mants'ase Children's Home, a única casa da criança e que oferece todos os cuidados instalada no Sul do Lesoto.[4]
- O Maloti Crop Compartilhe, que ajuda a aumentar a segurança alimentar de 33 aldeias e os seus órfãos e crianças vulneráveis. Funcionários do Governo visitaram o projeto e está sendo divulgando os ensinamentos de suas melhores práticas em todo o Lesoto, na rádio local.
- O fornecimento de ambulâncias, para que o país supere a falta de infra-estruturas de transporte.